# Вірменія (історичний регіон)
Вірменія (Історична Вірменія вірм. Պատմական Հայաստան) — історико-географічний регіон на півночі Західої Азії, включаючи територію в межах Малої Азії, Вірменського нагір'я та Південного Кавказу. Є ареалом історичного становлення та життя вірменського народу. Політичний, культурний та економічний центр історичної Вірменії — долина Арарат. Сучасна республіка Вірменія займає приблизно десяту частину території історичної Вірменії..
За різними оцінками історична Вірменія займає територію від 290 000/300000 до 360 000 квадратних кілометрів. В силу історичних обставин регіон поділяється на західну (візантійську, турецьку) та східну (перська, закавказька, російська) частини. Протягом своєї історії регіон був частиною великої кількості країн і в повному обсязі лише на короткий час під контролем одного правителя. Здебільшого межі цілої (тобто Західної та Східної) історико-географічної Вірменії збігаються з межами історичних держав Великої Вірменії та Малої Вірменії.
Також райони верхів'я Євфрату і околиці Ванського озера в Стародавній Вірменії були областю раннього поширення курдів, де вони мешкали на території Вірменського королівства.

## Географія

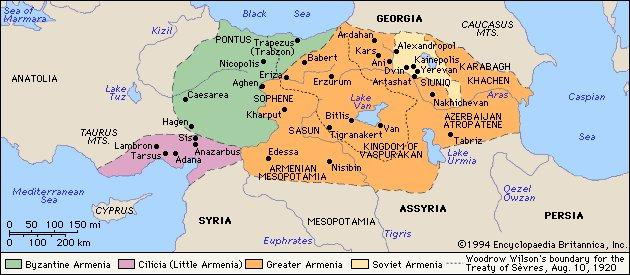
Історична Вірменія згідно Британській енциклопедії. Помаранчевим виділена область Великої Вірменії, зеленою — чи Малої Вірменії, фіолетовою — Кілікійської Вірменії, жовтою — сучасної Республіки Вірменія.

У давнину назва «Вірменія» означала ціле плато, яке, незважаючи на всі політичні та історичні зміни протягом історії, такі як тимчасове відділення деяких районів або навіть повний розпад країни, визначалася Тараськими горами на півдні та Євфратом на заході, Кавказькі гори на півночі, Мідія Атропатена на сході. В одній частині території вірмени складали більшість населення, в інших — лише вищий клас, проте скрізь вони були об'єднуючим елементом, які підтримували культуру і мову всього регіону. Регіон охоплює значну частину сучасної східної Туреччини, а також північно-західну частину Ірану, частину південних регіонів сучасної Грузії, частину південних та західних областей сучасного Азербайджану та всю територію Республіки Вірменія. Історична Вірменія була обмежена низкою природних кордонів. Як зазначає «Енциклопедія ісламу» та інші авторитетні джерела вздовж річки Кура вона відокремлюється від каспійської та грузинської низовин на сході та північному сході, вздовж гірських хребтів Тавра та Загросу відокремлена від Курдистану та Ірану, а річка Євфрат визначає західні межі історичної Вірменії.
За часів правління Дарія та Ксеркса територія Вірменії (Армін) була значно меншою, ніж пізніше за часів правління Арташесідів та Аршакуні.

## Коротка історія регіону
У першій половині І тисячоліття до нашої ери в регіоні існувала держава Урарту, яка потім стала частиною вірменської сатрапії імперії Ахеменідів. У цей час тут відбувалося формування вірменського народу.
Згідно з енциклопедій «Британіка» та «Іранська», що межують із Мідією, Каппадокією та Ассирією, за Геродотом, Ксенофонтом та наступними античними авторами, давні вірмени оселилися в регіоні східно-анатолійських гір, уздовж річки Аракс, гори Арарат, озер Ван та Урмія, верхів'я річок Євфрат і Тигр. На півночі до VII століття до н. е. вони простяглися до річки Кура. Ксенофон у своїй «Анабасіс» називає Вірменію великою і багатою країною. У письмових джерелах термін вірменин вперше згадується в VI столітті до н. е. у давньогрецьких і давньоперських джерелах цей термін застосовується лише до вірменського народу, то в перських джерелах або до стародавніх вірменів у західній частині Вірменського нагір'я, або до всього населення нагір'я. Тоді під час завоювання ахеменідськими царями Вірменське нагір'я мало змішане населення, ймовірно, з переважанням урартів та вірмен, назви яких були використані в Бегістунському написі 522 р. до н. е. як взаємозамінні для позначення країни. Таким чином, поняття «Вірменія» вже тоді плуталося зі зниклою до того часу державою Урарту. Процес формування вірменського народу за участю трьох компонентів — хуритів, лувійців та протоарменців розпочався в XII столітті. до. н. е. і закінчився до VI ст. до н. е.. За Геродотом, перська адміністрація виділила 13-ту сатрапію, яка включали вірменську та 18-ту, яку населяли алародії (урарти) та вірмени. До V століття до н. е. згадки про алородію припиняються. У V столітті до н. е. більша частина території колишнього Урарту вже була етнічно вірменською. Важко визначити точний час остаточної лінгвістичної асиміляції всіх хурріан і урартян. Ймовірно, остаточне злиття урартян з вірменським народом було завершено в IV—II століттях до н. е. Таким чином, урартяни приєдналися до вірменського народу. Вірменський народ фізично і культурно наслідував все давнє населення високогір'я, головним чином хуррійське, урартійське та лувійське.
Після падіння Ахеменідської держави під ударами Олександра Македонського, в 331—200 до н. е. існувало вірменське Айраратське царство зі столицею в Армавірі (поблизу сучасного Єревану), яке в 316 р. до н. е. здобуло незалежність. Приблизно до 200 р. до н. е. король Ерванд IV заснував нову столицю Вірменії Ервандашат. Таким чином, з III—II століть до н. е. центр політичного та культурного життя вірменської нації перемістився в межі Араратської рівнини. Після короткочасового завоювання Селевкідами Вірменія відновила незалежність, коли в 189 р. до н. е. Арташес І заснував державу Велика Вірменія. В 176 р. до н. е. Арташес заснував нову столицю Вірменії — місто Арташат. У 80-70-х роках до н. е. за Тиграна II Великого, Велика Вірменія перетворилася в найбільшу вірменську імперію, яка простягалась від Каспійського моря до Палестини та Єгипту. Після зміних успіхів у війнах з Римом у битві при Артаксеаті та в битві при Тигранакерті в 65 р. до н. е. Вірменія була захоплена і оголошена " другом і союзником римського народу ". Через кілька десятиліть на 1-му році н. е. римляни знищили вірменську державу, завершивши близько двохсотлітню історію династії Арташесидів.
Протягом 1-63 років н. е. у Вірменії правили римські та парфянські ставленики. У 58-63 рр. відбулася Римсько-парфянська війна за контроль над Вірменією. Після поразки Риму був складений Рандейський мирний договір, згідно з яким брат парфянського царя Валагеза I Трдат I був визнаний незалежним царем Вірменії, були відновлені кордони Вірменської держави. У країні була створена нова династія Аршакунів. До початку III століття проти Вірменії було лише три серйозних римських нападів, але жодний з них не призвів до руйнування Вірменської держави. Цей період вважається відносно сприятливим для життя вірменського народу. У ІІ та ІV століттях столицею Вірменії було місто Вагаршапат, у долині Арарат, засноване царем Вагарша І. Через Вірменію проходили міжнародні торговельні шляхи, що пов'язували Рим з Іраном, Індією та Китаєм. Найбільшою історичною подією було прийняття християнства, як державної релігії Великою Вірменією при царі Трдаті III в перші роки IV століття. На початку IV століття Хасров Катхак III побудував нову столицю Вірменії Двін на північ від Арташата.
У VII—XV століттях Вірменія зазнала вторгнення арабів, візантійців, сельджуків, монголо-татар, Тимура. У 860-х роках за правління династії Багратунів було відновлено Вірменську державу. У 1045 р. після візантійського завоювання столиці Вірменії Ані та взяття вірменського царя, держава остаточно розпалася на невеликі царства та князівства. З кінця XII століття на звільнених вірмено-грузинськими військами від сельджуків північно-східних регіонах Вірменії правлять представниками династії Закарян, яка об'єднала під своїм правлінням усі вірменські князівства Східної Вірменії. У 14-16 століттях Вірменія знаходиться під владою туркоманських держав Кара-Каюнлу і Ак-Каюнлу. У XVI—XVIII століттях Вірменія була поділена між Османською та Перською імперіями.
На початку ХІХ століття більша частина Східної (перської) Вірменії увійшла до складу Російської імперії.
В кінці ХІХ — на початку ХХ століття (зокрема під час Першої світової війни) по всій Османській імперії та, зокрема, Західній Вірменії відбулося масове винищення вірменського населення. В період 1915—1917 рр. практично вся територія Західної Вірменії була відвойована російськими військами (див. Кавказький фронт (Перша світова війна)). У 1918 році в частині історичної Східної Вірменії була утворена Республіка Вірменія, територія якої була розділена між Туреччиною та Радянським Союзом за Московським договором 1921 року.